# Шицкова, Анастасия Павловна
Анастасия Павловна Шицкова (4 ноября 1919, деревня Кузино (ныне Клепиковский район, Рязанская область) — 20 августа 2015) — советский и российский гигиенист, академик РАМН (1992; академик АМН СССР с 1984), академик РАН (2013)

## Биография
Родилась в деревне Кузино на территории современного Клепиковского района Рязанской области.
Поступила в Первый Московский медицинский институт им. И. М. Сеченова (ныне — Первый Московский государственный медицинский университет имени И. М. Сеченова), однако в военные годы была вынуждена перевестись в Свердловский медицинский институт, который и окончила в 1943 г.
После окончания института её направили в Башкирскую АССР для ликвидации эпидемии сыпного тифа. В последующем она заведовала там больницей и медучастком на руднике Сибай.
Более 60 лет (с 1947 г.) работала в Московском НИИ гигиены имени Ф. Ф. Эрисмана, где прошла путь от рядового ординатора до директора, должность которого занимала с 1959 по 1990 гг.
Похоронена на Введенском кладбище (9 уч.).

## Научная и общественная деятельность
Шицкова — одна из основателей научной школы по системному изучению закономерностей и расшифровке механизмов воздействия на организм человека в условиях населённых мест таких широко распространённых физических факторов, как шум, инфразвук, вибрация. В этом направлении под её руководством впервые в мировой практике были разработаны гигиенические нормативы и требования по снижению вредного воздействия этих факторов на население. До сих пор в работе института остаётся приоритетным созданное ею научное направление — гигиеническая регламентация пестицидов, расшифровка механизмов их токсического влияния на организм человека.  Ряд исследований, выполненных учёным и под её руководством, посвящён углублённому изучению метаболизма пищевых веществ с целью рационализации питания различных групп населения.
Создатель нового научного направления в гигиенической науке – гигиены Севера.
Под её руководством выполнено и защищено  более 30 докторских и кандидатских диссертаций по актуальным проблемам гигиены и токсикологии.
Член бюро отделения гигиены, микробиологии и эпидемиологии АМН СССР.
Более 30 лет председатель Всесоюзного общества гигиенистов и санитарных врачей.
Член президиума Учёного медицинского совета Минздрава РСФСР и Государственной комиссии по санитарно-эпидемиологическому надзору.
Член редколлегии ряда научных журналов, Большой медицинской энциклопедии, член пленума Комитета советских женщин и др.

## Награды
- Орден Ленина
- Орден Октябрьской революции
- Орден Трудового Красного Знамени
- Орден «Знак Почёта»
- медали и почётные знаки

## Основные публикации
- Шицкова А. П., Новиков Ю. В. Гармония или трагедия? : Научно-технический прогресс, природа и человек / Отв. ред. В. П. Казначеев. — М.: Наука, 1989. — 272 с. — (Человек и окружающая среда). — 40 000 экз. — ISBN 5-02-005935-8.

Ответственный редактор
- Никитин Д. П., Новиков Ю. В., Зарубин Г. П. Научно-технический прогресс, природа и человек / Отв. ред. А. П. Шицкова. — М.: Наука, 1977. — 200 с. — (Человек и окружающая среда). — 59 300 экз.